# Ieu Koeus

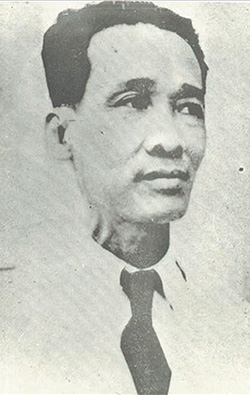
Ieu Koeus

Ieu Koeus (Khmer:  អៀវ កើស) (Sangkae, Battambang 1905 - Phnom Penh 14 januari 1950) was een Cambodjaans politicus van de Democratische Partijp. 42 Hij was in september 1949 korte tijd interim-premier van Cambodja. Op 14 januari 1950 werd hij vermoord.

## Biografie
Hij ontving zowel onderwijs in Cambodja als in Vietnam. Vanaf 1932 was hij als middenstander gevestigd in Phnom Penh. Hij engageerde zich binnen de nationalistische beweging en maakte kennis met Son Ngoc Thanh, Sim Var en Chhean Vam, de belangrijkste woordvoerders van de nationalisten. Ieu Koeus werkte onder meer voor de krant Nagara Vatta van Son Ngoc Thanh en werd in 1945 als vicepremier opgenomen in het kabinet van Son Ngoc Thanh. In april 1946 richtte hij met Sim Var en prins Sisowath Youtevong de linkse Democratische Partij op.p. 42 Ieu Koeus werd de eerste secretaris-generaal van de partij en gold als de belangrijkste intellectueel binnen de Democratische Partij. Bij algemene verkiezingen van 1946 voor de Constituante werd de Democratische Partij de grootste. Ieu Koeus, die in de Grondwetgevende Vergadering was gekozen, werd de voorzitter van de Constituante en was als zodanig nauw betrokken bij de totstandkoming van de grondwet van 1947. Bij de verkiezingen van 1947 kwam Ieu Koeus in de Nationale Vergadering gekozen en werd de eerste parlementsvoorzitter. Na de dood van prins Sisowath Youtevong (1947) volgde Ieu Koeus hem als partijvoorzitter op. 
Tijdens de regeringscrisis van 1949 benoemde koning Norodom Sihanouk Ieu Koeus op 20 september 1949 tot interim-premier tot aan de verkiezingen.p. 44 Na negen dagen werd hij echter al uit zijn ambt ontheven en keerde zijn voorganger als premier, Yem Sambaur, een rivaal, weer als regeringsleider terug.p. 44
Vier maanden na zijn korte premierschap werd Ieus Koeus, op 14 januari 1950, in zijn kantoor vermoord toen iemand een handgranaat onder zijn bureau wist te werpen.p. 44 Een verdachte werd aangehouden die aangaf te hebben gehandeld in opdracht van prins Norodom Norindeth, de leider van de rivaliserende Liberale Partij. Een politieonderzoek, geleid door generaal Lon Nol, een verklaard tegenstander van de Democratische Partij, kwam echter tot de conclusie dat niet kon worden vastgesteld wie de moord zou hebben gepleegd en wie opdracht tot de moord had gegeven.p. 44